# Leatop Plaza
Leatop Plaza (利通广场, «Литоп-Плаза») — сверхвысокий небоскрёб, расположенный в деловом центре китайского города Гуанчжоу (находится на центральной оси офисного комплекса Чжуцзян). Построен в 2012 году в стиле модернизма, на начало 2020 года являлся десятым по высоте зданием города, 80-м по высоте зданием Китая, 95-м — Азии и 158-м — мира.
303-метровая офисная башня Leatop Plaza имеет 64 наземных и 5 подземных этажей, 35 лифтов и 838 парковочных мест, площадь башни — 114 700 м², площадь всего комплекса — 160 130 м². Архитекторами небоскрёба выступили Франсиско Гонсалес-Пулидо из американо-германской фирмы JAHN и Архитектурный институт Южно-Китайского технологического университета, владельцем является оператор недвижимости Leatop Real Estate Investment (Гуандун). 